# Dżedefptah
Dżedefptah (lub Ptahdżedef; gr. Tamftys) – władca starożytnego Egiptu z IV dynastii
Lata panowania:
- 2506-2504 p.n.e. (Kwiatkowski)
- 2500 p.n.e. (Schneider)

Prawdopodobnie syn Szepseskafa i jego żony Chentkaus I. Żoną jego była prawdopodobnie Bunefer, jego rodzona siostra. Według Kanonu Turyńskiego rządził 2 lata, Maneton przyznaje mu 9 lat panowania. 
Nie mamy żadnych danych przybliżających postać tego władcy, nie zachowały się żadne dokumenty mu współczesne, nie wiemy także, gdzie został pochowany. Niektóre chronologie nie podają nawet imienia tego władcy, uważając Szepseskafa za ostatniego władcę z IV dynastii.